# Fever (албум на Кайли Миноуг)
Вижте пояснителната страница за други значения на Fever.
Fever е осмият студиен албум на австралийската певица Кайли Миноуг, издаден на 1 октомври 2001 година в Австралия и Великобритания от Parlophone Records. Миноуг започва работа по албума през 2001 година с известни композитори и продуценти.

## Информация на албума
Fever е издаден от Parlophone на 1 октомври 2001 година в Австралия, Великобритания и други европейски страни. Албумът е издаден в САЩ от Capitol Records на 26 февруари 2002 година. След излизането си, албумът достигна първо място в Австралия, Австрия, Германия, Ирландия и Великобритания. Първият сингъл на албума „Can't Get You Out of My Head“ е хит – на първото място в няколко страни.
Албумът достига до първо място в Австралия и много европейски класации и са продадени 1,9 милиона копия във Великобритания. Албумът е продаден в 8 милиона копия по целия свят, което нейният най-продаваният албум на всякога. Той е нейният най-продаваният албум в Австралия, САЩ, Канада и Русия, и я цяло най-добър албум на дребно.

## Обложката на албума
Има три различни версии на обложката. Първоначалната версия е Миноуг носят бели и притежаване на микрофона. Тази версия е разпространен в Австралия, Азия, Европа и Латинска Америка. Когато албумът е издаден в САЩ и преиздаден в някои страни в Азия, на корицата е променено на капак напомня в „In Your Eyes“. На корицата на допълнително издание диск е подобно на оригинала, но с Миноуг облечен в син костюм.

## Сингли
„Can't Get You Out of My Head“ е издаден като първия сингъл на 8 септември 2001 година. Той достига първо място в Австралия, Ирландия и Великобритания. Той също така достига до върха на класациите в над 40 страни. През 2002 година песента е пусната в САЩ и достигна номер седем в Billboard Hot 100.
„In Your Eyes“ е издаден като втори сингъл на 18 февруари 2002 година. Той достига първо място в Австралия, Унгария и Румъния, и достига номер три във Великобритания и номер шест в Ирландия. Сингълът не е издаден в САЩ.
„Love at First Sight“ е издаден като третия сингъл на 10 юни 2002 година. Той достигна номер две във Великобритания и номер три в Австралия. Песента е номинирана за Grammy през 2003 година, след като достигна първо място в американските класации денс поп. В САЩ, песента достига до номер 23 в Billboard Hot 100.
„Come into My World“ е издаден четвъртият и последен сингъл на 2 ноември 2002 година. Той достигна номер четири в Австралия, номер осем във Великобритания и единадесет в Ирландия. В САЩ, песента достига до номер 91 в Billboard Hot 100.

## Списък с песните

### Оригинален траклист
1. „More More More“ – 4:40
2. „Love at First Sight“ – 3:57
3. „Can't Get You Out of My Head“ – 3:49
4. „Fever“ – 3:30
5. „Give It to Me“ – 2:48
6. „Fragile“ – 3:44
7. „Come into My World“ – 4:30
8. „In Your Eyes“ – 3:18
9. „Dancefloor“ – 3:23
10. „Love Affair“ – 3:47
11. „Your Love“ – 3:47
12. „Burning Up“ – 3:59

### Австралийско издание
1. „Tightrope“ – 4:27

### Американско лимитирано издание
1. „Boy“ – 3:47
2. „Butterfly“ – 4:09

### Японско издание
1. „Good Like That“ – 3:33
2. „Baby“ – 3:49
3. „Burning Up“ – 3:59

### Японско преиздание
1. „Good Like That“ – 3:33
2. „Baby“ – 3:49
3. „Burning Up“ – 3:59
4. „Boy“ – 3:47
5. „Butterfly“ – 4:09
6. „Can't Get You Out of My Head“ (видеоклип) – 3:50
7. „In Your Eyes“ (видеоклип) – 3:19

### Японско специално издание
1. „Good Like That“ – 3:33
2. „Baby“ – 3:49
3. „Burning Up“ – 3:59
4. „Boy“ – 3:47
5. „Butterfly“ – 4:09

### Бонус AVCD
1. „Format data, not playable“ – 0:06
2. „Can't Get You Out of My Head“ (видеоклип) – 3:50
3. „In Your Eyes“ (видеоклип) – 3:19
4. „Spinning Around“ (видеоклип) – 3:30
5. „On a Night Like This“ (видеоклип) – 4:10
6. „Can't Get You Out of My Head“ (K&M Mix) – 6:36
7. „In Your Eyes“ (Jean Jacques Smoothie Mix) – 6:23
8. „Spinning Around“ – 3:28
9. „Boy“ – 3:50
10. „Rendezvous at Sunset“ – 3:24

### Специално издание
1. „Can't Get Blue Monday Out of My Head“ – 4:03
2. „Love at First Sight“ (The Scumfrog's Beauty & the Beast Vocal Edit) – 4:28
3. „Can't Get You Out of My Head“ (Deluxe's Dirty Dub) – 6:52
4. „In Your Eyes“ (Roger Sanchez's Release the Dub Mix) – 7:18
5. „Love at First Sight“ (Ruff & Jam US Radio Mix) – 3:49
6. „Come into My World“ (Fischerspooner Mix) – 4:20
7. „Whenever You Feel Like It“ – 4:05

### Японско специално издание
1. „Tightrope“ – 4:29
2. „Can't Get You Out of My Head“ (K&M's Mindprint Mix) – 6:35
3. „In Your Eyes“ (Jean Jacques Smoothie Mix) – 6:21
4. „Can't Get You Out of My Head“ (видеоклип) – 3:50
5. „In Your Eyes“ (видеоклип) – 3:18
6. „Love at First Sight“ (видеоклип) – 3:58
7. „Come into My World“ (видеоклип) – 4:14

## Потребители
| - Кайли Миноуг – вокал, беквокали - Стив Андерсън – аранжор, композитор, клавиатура, продуцент, програмиране - Уилям Бейкър – стилист - Адриан Бушби – смесване - Том Карлисъл – смесване - Томи Ди – композитор, смесване, продуцент - Роб Дейвис – китара, клавиатура, програмиране на барабаните, продуцент, смесване, инженер - Кати Денис – клавиатура, беквокали, продуцент, смесване - Брус Елиът Смит – смесване, програмиране - Грег Фицджералд – китара, клавиатура, производител, програмиране - Паскал Гейбриъл – композитор, смесване, продуцент - Джулиан Галахър – клавиатура, продуцент - Били Годфри – беквокали | - Мартин Харингтън – китара, клавиатура, програмиране, инженер - Аш Хоус – клавиатура, програмиране, смесване, инженер - Андерс Калмарк – програмиране, инженер - Фил Ларсен – програмиране, смесване, инженер - Стив Люинсън – бас китара - Том Никълс – продуцент - Винсент Питърс – фотография - Марк Пикиоти – композитор, смесване, инженер - Ричард Станърд – китара, беквокали, продуцент - Пол Стейтъм – композитор, продуцент - Джон Тиркел – флейта, тромпет - Гавин Райт – струни - Пол Райт – инженер, смесване - Марк Пикиоти – продуцент, смесване |